# Słobity
Słobity est un village polonais de la voïvodie de Varmie-Mazurie, dans le powiat de Braniewo.

## Histoire

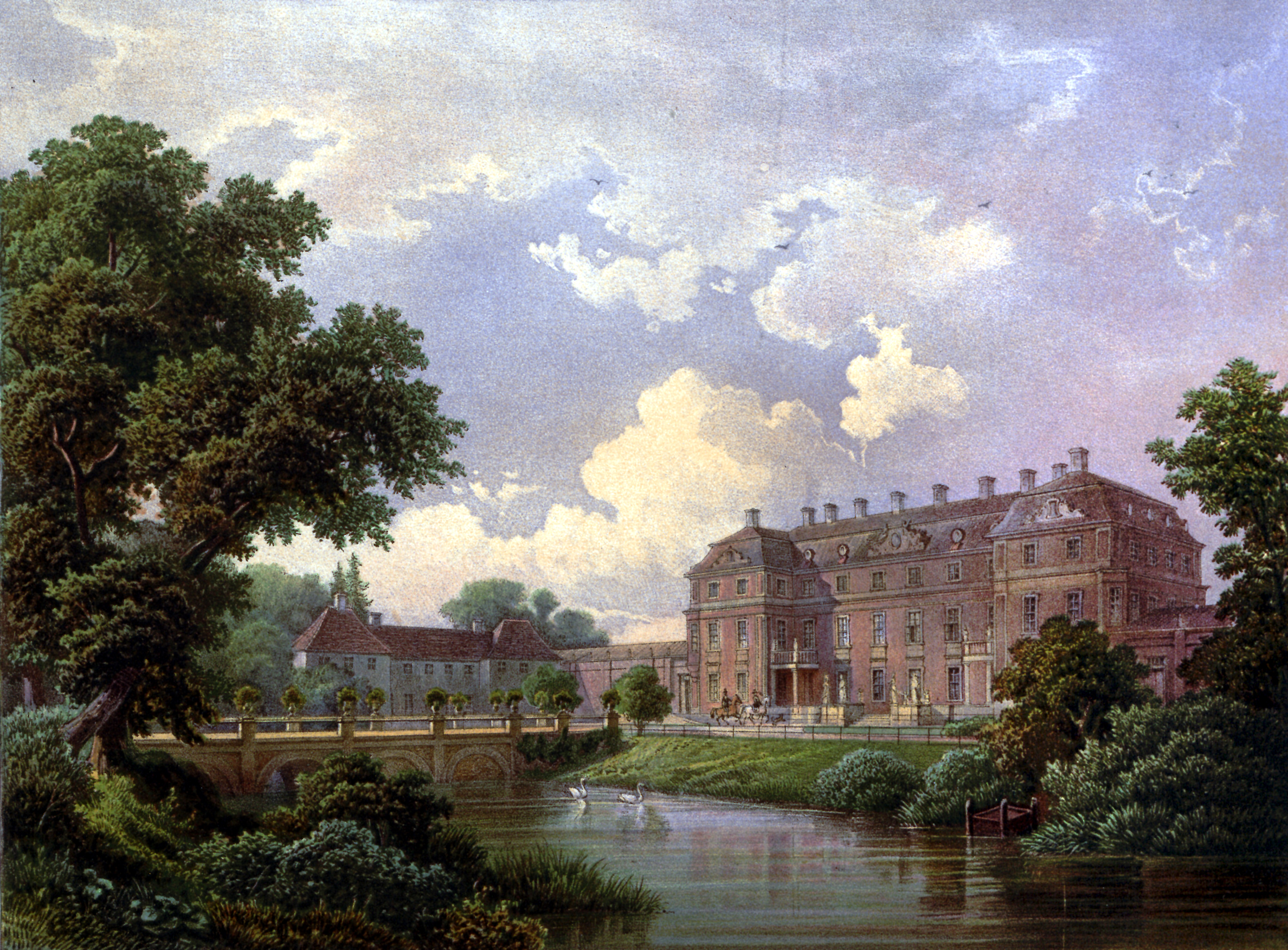
Palace Schlobitten, around 1860, Alexander Duncker

Jusqu'en 1945, Schlobitten fait partie de l'arrondissement de Preußisch Holland (de) dans le district de Königsberg, en province de Prusse-Orientale.

## Personnalités liées à la ville
- Alexander Fabian zu Dohna-Schlobitten (1781-1850), militaire